# Esgrima nos Jogos Olímpicos de Verão da Juventude de 2014 - Sabre moças
As competições de sabre individual feminino da esgrima nos Jogos Olímpicos de Verão de Verão da Juventude de 2014 foram disputadas a 19 de Agosto no Centro Internacional de Exposições de Nanquim em Nanquim, China. O campeão Olímpico foi a russa Alina Moseyko, Chiara Crovari de Itália foi Prata e a medalha de Bronze foi ganha por Petra Zahonyi da Hungria.

## Medalhistas
| Ouro   | RUS Alina Moseyko  |
| Prata  | ITA Chiara Crovari |
| Bronze | HUN Petra Zahonyi  |

## Resultados

### Finais
|  | Semifinais         | Semifinais      |    |                  | Final               | Final |  |
|  |                    |                 |    |                  |                     |       |  |
|  |                    |                 |    |                  |                     |       |  |
|  | ITA Chiara Crovari | 15              |    |                  |                     |       |  |
|  | JPN Misaki Emuri   | 9               |    |                  |                     |       |  |
|  |                    |                 |    |                  |                     |       |  |
|  |                    |                 |    |                  |                     |       |  |
|  |                    |                 |    |                  | ITA Chiara Crovari  | 10    |  |
|  |                    | HUN Ana Moseyko | 15 |                  |                     |       |  |
|  |                    |                 |    |                  |                     |       |  |
|  |                    |                 |    |                  |                     |       |  |
|  |                    |                 |    |                  | Disputa pelo bronze |       |  |
|  |                    |                 |    |                  |                     |       |  |
|  | HUN Petra Zahonyi  | 12              |    | JPN Misaki Emuri | 13                  |       |  |
|  | RUS Alina Moseyko  | 15              |    |                  | HUN Petra Zahonyi   | 15    |  |